# Adapsilia coarctata
Adapsilia coarctata es una especie de mosca del género Adapsilia, de la familia Pyrgotidae, orden Diptera. Fue descrita por Waga en 1842.
Mide aproximadamente 9 mm de longitud. Se distribuye por Asia: Mongolia y Corea.